# Glass crocodile medicine
Glass crocodile medicine  is een studioalbum van Aidan Baker en band Plurals, waarmee hij destijds optrad. Het album is opgenomen in de Southern Studio van platenlabel Southern Records. De muziek van Baker is terug te vinden in de ambienthoek. De twee tracks van het album vallen ook binnen die categorie, maar er zijn aanmerkelijke verschillen. Het eerste nummer is geheel ambient; het tweede is ambient met een lange ondersteuning van een basso ostinato, die langzaam opbouwt en weer afbrokkelt. Het album kon niet veel lange worden dan 40 minuten, want de uitgave verscheen behalve op compact disc ook op vinylplaat, beide in een oplage van 500 stuks.

## Musici
- Aidan Baker – gitaar, loops
- Daniel Mackenzie – synthesizer, gitaar
- Dave Hamilton Smith – stem
- Duncan Harrison – synthesizer, loops
- Michael Neaves – tapes
- Pete Budd - synthesizer

## Muziek
| Nr. | Titel                                  | Duur  |
| --- | -------------------------------------- | ----- |
| 1.  | Dead foxes in the middle of the street | 20:10 |
| 2.  | Turning children into mice             | 18:12 |